# Тбілісі (лідер ескадрених міноносців)
«Тбілісі» (рос. Тбилиси) — військовий корабель, лідер ескадрених міноносців проєкту 38 радянського Військово-морського флоту. Лідер «Тбілісі» брав участь у боях в складі Тихоокеанського флоту в радянсько-японській війні. Корабель був одним із шести лідерів есмінців типу «Ленінград», побудованих для ВМФ СРСР, що проєктувалися радянськими інженерами на ідеях французьких великих есмінців (фр. contre-torpilleur), таких як тип «Вокелен» початку 1930-х років.
Добудований в 1940 році корабель діяв у складі Тихоокеанського флоту, з яким він провів Другу світову війну. На початку війни «Тбілісі» заклав мінні поля біля Владивостока, а під час радянсько-японської війни транспортував морську піхоту, готуючись до висадки амфібії в Кореї. Після війни він продовжував служити на Тихоокеанському флоті та розпочав тривалий капітальний ремонт у 1951 році, який тривав до 1955 року. У 1958 році його переобладнали на корабель-мішень, а в 1964 році він був остаточно виключений зі списку ВМФ і списаний на металобрухт.

## Історія

### Історія створення
«Тбілісі» був закладений 15 січня 1935 року на верфі заводу ССЗ № 198 у Миколаєві, проте через півтора року був перевезений залізницею на Далекий Схід і 10 серпня 1936 року перезакладений на заводі № 199 у Комсомольську-на-Амурі. 24 липня 1939 року він був спущений на воду. 11 грудня 1940 року «Тбілісі» увійшов до складу Тихоокеанського флоту ВМФ СРСР.

### Історія служби
У зв'язку з чисельною перевагою Тихоокеанського флоту перед Імператорським ВМС Японії радянським кораблям визначалося завдання виключно щодо берегової оборони. 12 липня 1941 року, використовуваний як полігон для випробування нових технологій з початку війни, «Тбілісі» заклав перші міни в затоці Петра Великого біля Владивостока, а потім почав установку мін біля інших військово-морських баз на Далекому Сході. До кінця 1941 року «Тбілісі» був оснащений системою розмагнічення і використовувався для навчання офіцерів через мирні умови на Далекому Сході. Коли в листопаді 1942 року було сформовано загін легких сил Тихоокеанського флоту, лідер став флагманом 2-го дивізіону есмінців. У липні та серпні 1943 року на верхній палубі було встановлено котушки розмагнічення, щоб перевірити вплив сталевого корпусу на котушки; ці дослідження допомогли розробити методи оптимального розміщення котушок на кораблях
За день до оголошення Радянським Союзом війни Японії 9 серпня 1945 року, лідер, переведений до 1-ї дивізії есмінців загону легких військ, увійшов до складу діючого флоту. 9 серпня «Тбілісі» знаходився в бухті Улісс біля Владивостока і отримав наказ перейти до північної якірної стоянки Золотий Ріг біля того ж порту. 12 серпня під прапором командувача флотом адмірала Івана Юмашева він перевіз роту морської піхоти 354-го батальйону морської піхоти до бухти Вітязь у бухті Посьєта. Звідти роту було завантажено на міноносці для висадки морського десанту в корейському порту Расон. Це була єдина місія корабля під час війни, але вона не передбачала контакту з японцями. Юмашев наказав 19 серпня, що «Тбілісі» буде флагманським кораблем для запланованого вторгнення на Хоккайдо, але операцію було скасовано.